# Couvent des Minimes de Nigeon
Pour les articles homonymes, voir Couvent des Minimes.
Ne doit pas être confondu avec Couvent des Minimes de la place Royale.
Le couvent des Minimes de Nigeon, également appelé couvent de Nigeon, couvent des Minimes de Chaillot et couvent des Bonshommes, est un ancien couvent, aujourd'hui disparu, qui était situé dans le village de Nigeon ou Chaillot aujourd'hui incorporé à Paris,.

## Emplacement et description
Le couvent des Minimes de Nigeon était situé entre les rues Beethoven, Chardin et le boulevard Delessert au centre d'un domaine étendu.
Le couvent comprenait :
- l'église construite de 1496 à 1578, de 55 mètres sur 12, orientée est-ouest, à l'emplacement des immeubles du 3 au 11 de l'actuel boulevard Delessert, comprenant une nef unique, un chœur et un avant-chœur occupant plus de la moitié de la surface, surmontée d'une flèche et précédée d'une cour donnant sur la rue de la Montagne (à l'emplacement de l'actuel escalier de la rue Beethoven).
- le cloître longeant le côté sud de l'église, à l'emplacement de la rue Chardin et des immeubles bordant cette rue, construit sur une terrasse inférieure avec bâtiments de deux étages entourés de galeries couvertes de voûtes d'ogives. La bibliothèque comprenant une imprimerie était installée au deuxième étage côté sud dominant la Seine.
- une apothicairerie le long de la rue de la Montagne ouverte aux habitants de Passy.
- des jardins fruitier et potager étagés sur les terrasses successives dans la pente entre les bâtiments et la Seine.

Le domaine du couvent, de 7,7 hectares en 1696 comprenant une majorité de vignes, s'étendait  de la rue Vineuse à la Seine, jouxtant, au nord-est, le domaine du couvent de la Visitation Sainte-Marie de Chaillot à la limite actuelle des jardins du Trocadéro de la rue Le Nôtre au square de Yorktown, au sud-ouest, le domaine du duc de Lauzun puis parc des Eaux de Passy dont la limité était approximativement la rue et le passage des Eaux. Il était traversé par la rue de la Montagne, actuelle rue Beethoven, longeant l'église et établissant une communication entre le village de Passy et la ville de Paris.
Le mur des Fermiers généraux construit de 1786 à 1789 empiéta sur le domaine des Minimes et entraina l’ouverture de la rue Franklin établissant une liaison directe du carrefour de la Montagne, actuelle place de Costa-Rica, à la barrière Sainte-Marie (située près de l’emplacement de l’actuel square de Yorktown). Les religieux furent compensés de cette amputation foncière par une indemnisation de 7200 livres.
Cette enceinte plaça le couvent des Minimes, auparavant considéré comme faisant partie de Chaillot, à l'extérieur de la ville de Paris et l'intégra  dans le territoire de la commune de Passy créée le 14 décembre 1789.

## Historique

### Sous l'Ancien Régime
En 1493, Anne de Bretagne donna à l'ordre des Minimes un terrain appelé le manoir de Nigeon, ou hôtel des Ducs de Bretagne, situé au pied de la colline de Chaillot, sur l'emplacement d'une ancienne chapelle. Louis de Beaumont de la Forêt, évêque de Paris, autorisa l'établissement d'un couvent.

Le fondateur de l'ordre des Minimes, François de Paule ayant été appelé en France par Louis XI, il y amena son petit-neveu André d'Alesso, premier protecteur en France de cet ordre. Comme Louis XI appelait toujours François de Paule Bonhomme, de là vint le nom de couvent des Bonhommes donnés depuis aux Minimes, ainsi qu'à leur couvent.
En 1496, la reine Anne fit don à ces religieux d'un second hôtel qui était contigu au premier et qu'elle avait acheté à Jean de Cerisi (ou Jean de Censy), bailli de Montfort l'Amaury. Cet hôtel dépendait de la seigneurie d'Auteuil et contenait sept arpents entourés de murs, avec un vivier au bas et une chapelle appelée Notre-Dame-de-Toutes-Grâces,.
Il était désigné, sous le règne de François Ier sous le nom de couvent des Minimes de Nigeon ou plus simplement  couvent de Nigeon.
Après la fondation du couvent des Minimes de la place Royale au XVIIe siècle, le couvent de Chaillot restera la maison-mère de l'ordre.
Le couvent connut son apogée de 1580 à 1630 avec une cinquantaine de religieux.
Le nombre de religieux déclina de 45 en 1728 à 30 en 1780, 14 en 1790.

Le couvent et son domaine sous l’Ancien Régime.
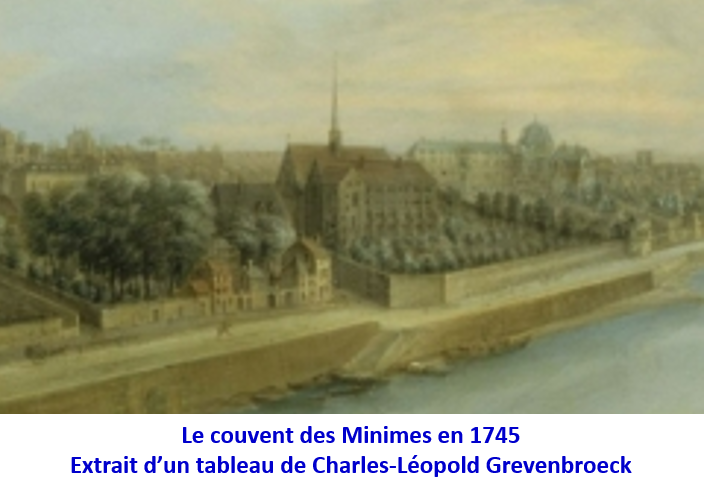
Le couvent des Minimes de Passy en 1745.
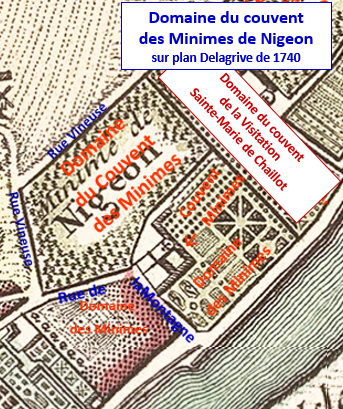
Domaine du couvent des Minimes en 1740.
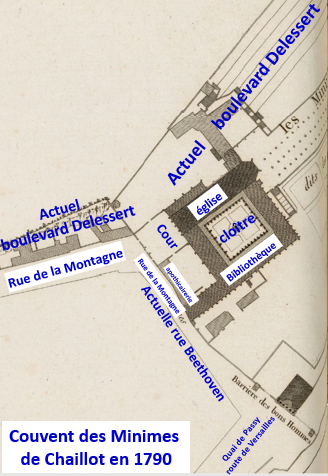
Bâtiments du couvent des Minimes sur plan de 1790.

### Le couvent et son domaine après 1790
Quatre religieux sur les quatorze présents en 1790 et deux oblats veulent rester, les autres préfèrent partir.
Le domaine est démantelé et les bâtiments du couvent mis en vente aux enchères. 7 arpents (environ 2 hectares) sont vendus le 10 décembre à un bourgeois parisien pour le prix dérisoire de 600 livres
L'église fut détruite en 1796. Les bâtiments conventuels et les jardins attenants furent acquis le 31 août 1796 pour 39 000 livres par un négociant originaire de Gand Liévin Bauwens qui y établit une tannerie puis une manufacture de coton d’après les procédés anglais.
Une nouvelle rue, la rue neuve des Minimes ou rue neuve des bons hommes, fut ouverte dans la première décennie du XIXe siècle à l'emplacement de l'ancienne église entre le coude de la rue de la Montagne et le mur des fermiers généraux dans lequel une barrière fut ouverte donnant accès à un chemin descendant vers le pont d'Iéna. 
D’autres parties du domaine de l’ancien couvent entre les actuelles rues Beethoven, des eaux et passage des eaux furent acquises par Benjamin Delessert qui ouvrit en 1801 au 12-14 quai de Passy, actuellement à l’emplacement de l’avenue du Président-Kennedy et du square de l’Alboni, une filature de coton remplacée par une raffinerie de sucre de canne puis en 1812 par la première raffinerie de sucre de betterave.
Une autre raffinerie de sucre fut ouverte en 1834 par les frères Périer dans les bâtiments subsistants du cloître de l'ancien couvent (à l'emplacement de l'actuelle rue Chardin). Cette raffinerie fut exploitée jusqu'en 1864.
L'ouverture du boulevard et celle de la rue Chardin en 1876 firent disparaître les derniers vestiges des bâtiments conventuels.
Les terrains de la partie de l'ancien domaine située entre la rue Beethoven et la rue des Eaux furent lotis en 1894 par les descendants d'Étienne Delessert pour l'opération d'urbanisme de la rue de l'Alboni et du square Alboni.
Les dernières dépendances de l’ancien couvent situées côté impair de la rue Beethoven, du côté opposé à l’ancienne église, comprenant la cour Boccage, ancienne ferme du domaine des Minimes, restèrent en  place jusqu'au début du XXe siècle. Cette ferme, dont certains bâtiments dataient du XVIIe siècle fut détruite en 1905. Les photos d'Eugène Atget publiées en 1901 montrent une rue habitée par une population nombreuse et besogneuse. Une soupe populaire mise en place au début du XIXe siècle par Benjamin Delessert était servie au no 9. Ces bâtiments furent détruits et remplacés autour de 1910 par des immeubles de rapport de style post-haussmannien des numéros 11 bis au 17 du boulevard Delessert.

Le domaine de l'ancien couvent au XIXe siècle.
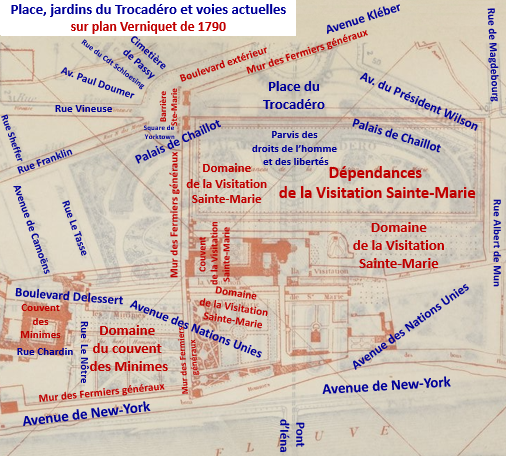
Jardins et place du Trocadéro sur l'atlas de Verniquet.
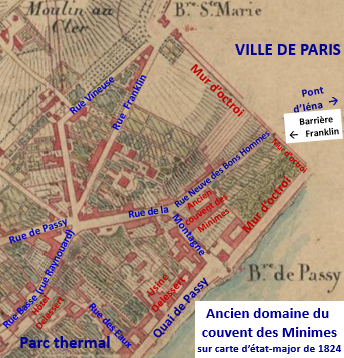
Ancien domaine du couvent en 1824.
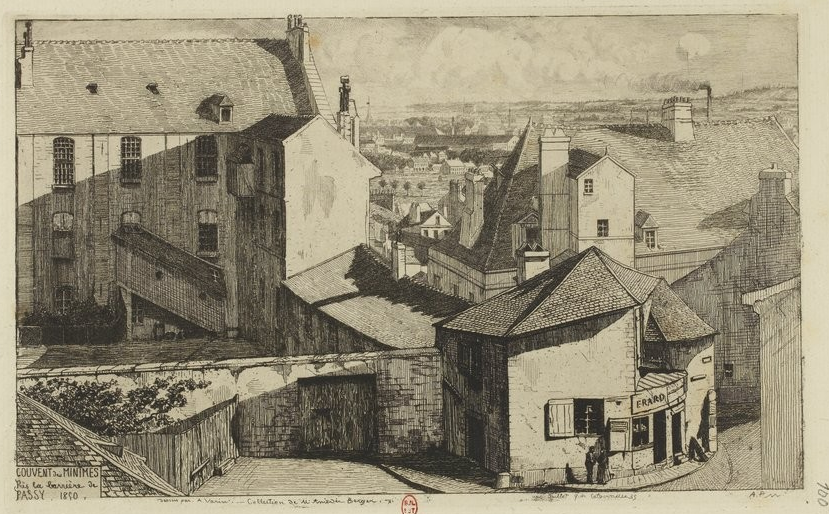
Restes du couvent des minimes vers 1850.
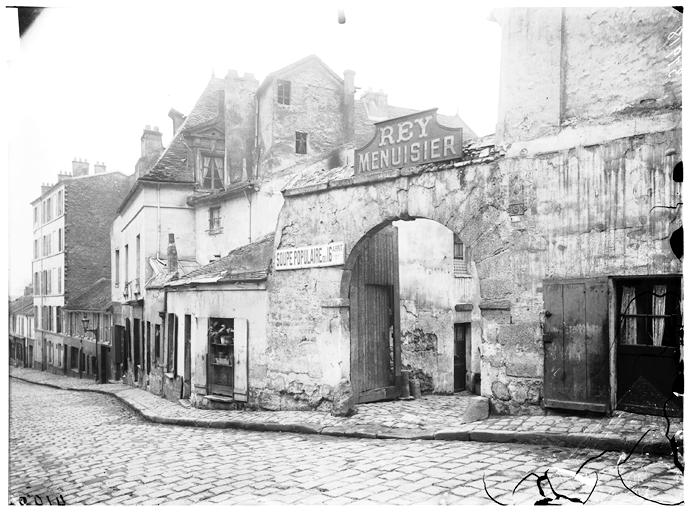
Ancienne ferme Boccage, dépendance du couvent 9 rue Beethoven en 1901. Soupe populaire.

## Personnalités inhumées
- Jean d'Alesso, conseiller du roi et maître ordinaire de sa Chambre des comptes.
- François d'Alesso, fils du précédent, conseiller du roi en la cour du parlement de Paris, seigneur d'Éragny.
- Françoise de Veyny d'Arbouze épouse d'Antoine Duprat
- Jean Dehem, prédicateur qui mena combat contre le protestantisme.
- Jean II d'Estrées, maréchal de France
- Olivier Ier Lefèvre d'Ormesson, époux d'Anne d’Alesso fille de Jean d'Alesso.
- Jean Quintin, fanatique religieux dont son cœur reposait aux Minimes de Nigeon et qui fut enterré à l'église Saint-Jean-de-Latran de Paris.
- Josias Rantzau, maréchal de France